# Henri Didon

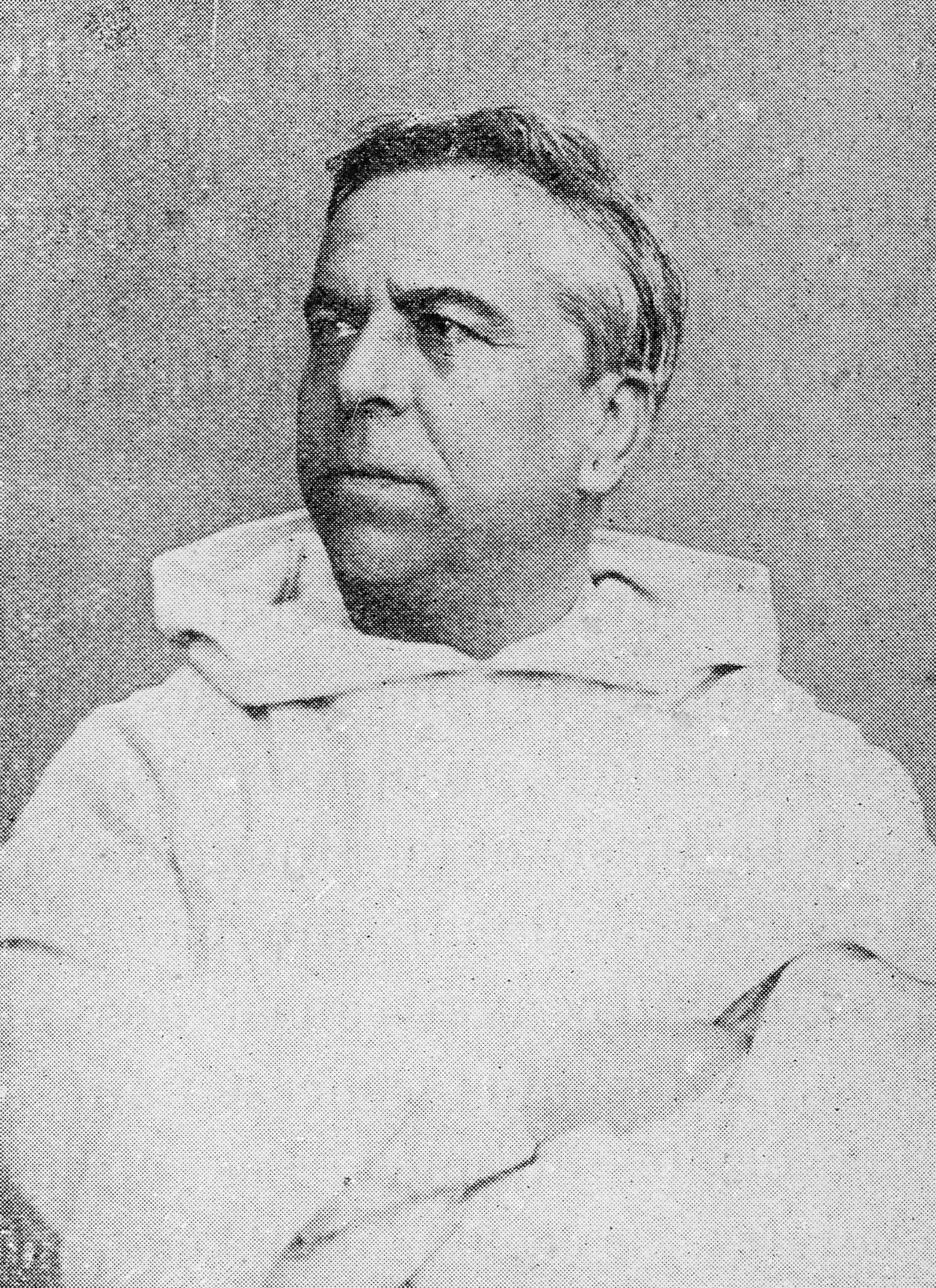
Henri Didon

Henri Didon (* 17. März 1840 in Le Touvet (Département Isère); † 13. März 1900 in Toulouse) war ein französischer Dominikaner, Schriftsteller und Pädagoge.

## Leben
Henri Didon besuchte das Seminar in Grenoble und trat unter dem Einfluss Lacordaires mit 18 Jahren in Flavigny dem Dominikanerorden bei. Vier Jahre später ging er nach Rom, um im Dominikanerkonvent von Santa Maria sopra Minerva seine Studien abzuschließen. Nach seiner Rückkehr war er 1868 in Paris als Prediger tätig. Er erwarb sich solche Wertschätzung, dass er bei den Trauerfeierlichkeiten für den ermordeten Erzbischof Georges Darboy 1871 mit der Predigt beauftragt wurde.
Sein Interesse galt, nach dem Vorbild Lacordaires, der Vermittlung zwischen thomistischer Philosophie und moderner Naturwissenschaft. Mit seinen Äußerungen, insbesondere zur Frage der Ehescheidung, und durch seine Nähe zum Mediziner Claude Bernard erregte er jedoch Ablehnung in der Ordensleitung. Er erhielt Predigtverbot und wurde in das Kloster Corbara auf Korsika geschickt. Dort entwich er nach 18 Monaten und trat eine Reise durch Deutschland an, deren Eindrücke er in seinem Buch Les Allemands festhielt. Er bereiste auch das Heilige Land und schrieb nach seiner Rückkehr nach Frankreich 1890 das zweibändige Werk Jésus-Christ, das seine meistbeachtete Veröffentlichung wurde. Im selben Jahr wurde er Direktor des Dominikanerkollegs in Arcueil bei Paris. Er intensivierte seine pädagogische Tätigkeit und schrieb weitere Bücher zu Erziehungsthemen. Als Prediger zog er, besonders in der Fasten- und Adventszeit, wieder viele Menschen an.
Auf Didon geht das lateinische Motto der Olympischen Spiele Citius, altius, fortius („schneller, höher, stärker“) zurück. Er prägte es anlässlich des ersten Schülersportfests in Arcueil am 7. März 1891, an dem Pierre de Coubertin als Wettkampfleiter teilnahm.